# Robert Janicki
Robert Janicki (ur. 7 czerwca 1997 w Poznaniu) – polski piłkarz występujący na pozycji pomocnika.

## Kariera klubowa

### Lech Poznań
Janicki jest wychowankiem akademii Lecha Poznań. Zadebiutował w drużynie rezerw 25 października 2014 w meczu III ligi przeciwko Chełminiance Chełmno (0:5). Jak się później okazało – było to jedyne 12 minut, jakie zagrał w rezerwach Kolejorza (Janicki wszedł na boisko w 78. minucie). Dużo lepiej szło mu w drużynie juniorskiej Lecha, występującej w Centralnej Lidze Juniorów – gdzie był wyróżniającym się zawodnikiem. W rewanżowym meczu finałowym rozgrywek 2015 roku z Legią Warszawa strzelił dwie bramki, choć całe spotkanie Lech przegrał 2:3. Jego gra wzbudziła zainteresowanie klubów niemieckich, a agencji Janickiego zorganizowali mu testy w TSG 1899 Hoffenheim. Po testach niemiecki klub postanowił ściągnąć go do swojej akademii od nowego sezonu. Zawodnik skonfliktował się w Lechem próbując wymusić wcześniejszy transfer, ostatecznie podpisał nowy 3-letni kontrakt z Kolejorzem i od razu został wypożyczony na 2 lata z opcją pierwokupu.

### TSG 1899 Hoffenheim
18 sierpnia 2015 rozpoczęło się jego wypożyczenie do klubu TSG 1899 Hoffenheim. Nigdy nie zadebiutował jednak w pierwszej drużynie klubu z Bundesligi, a na debiut w drużynie rezerw musiał czekać ponad rok – do 10 września 2016, do meczu Fußball-Regionalligi przeciwko FC 08 Homburg (0:3). Jak się miało później okazać – były to jedyne 23 minuty spędzone przez Janickiego na seniorskich boiskach w Niemczech. Na początku 2017 roku okazało się, że nie jest już potrzebny drużynie. „Zimą powiedzieli mi wprost – jak chcesz, to możesz wrócić do Polski” – mówił później w wywiadzie. Janicki opuścił więc niemiecki klub i wrócił do Polski. O występach w Lechu Poznań nie było już mowy po tym, w jakich okolicznościach zawodnik rozstał się z poznańskim klubem. W lutym 2017 został więc ponownie wypożyczony.

### Pogoń Siedlce
21 lutego 2017 udał się na wypożyczenie do drużyny Pogoni Siedlce. „Tą decyzją chciałem złapać minuty w piłce seniorskiej, a przy okazji uczynić krok naprzód w mojej karierze. Wierzę w swoje umiejętności i w to, że wypracuję dobre statystyki na zapleczu ekstraklasy, strzelę trochę bramek, zaliczę kilka asyst. Kadra to nie tylko Milik i Zieliński. Po cichu liczę, że dostanę szansę od trenera i pojadę na EURO U-21.” – powiedział w wywiadzie dla klubowej strony. Zadebiutował 4 marca 2017 w meczu I ligi przeciwko Sandecji Nowy Sącz (4:0). Wiosną 2017 roku zanotował łącznie 8 występów w 1-ligowcu, w tym dwa w podstawowym składzie. W sumie zaliczył jedną asystę z rzutu rożnego w meczu przeciwko Olimpii Grudziądz. Choć umowa wypożyczenia z Lecha Poznań zawierała opcję wykupu, klub z Siedlec nie zdecydował się z niej skorzystać i zawodnik opuścił Pogoń z końcem sezonu 2016/17. „Stracone pół roku.” – ocenił pobyt w Pogoni Siedlce sam zawodnik.

### Olimpia Grudziądz
22 lipca 2017 Lech na zasadzie transferu definitywnego oddał Janickiego do zespołu Olimpii Grudziądz. Zadebiutował 22 lipca 2017 w meczu Pucharu Polski przeciwko Świtowi Nowy Dwór Mazowiecki (2:2 k. 5:4), w którym zdobył swoją pierwszą bramkę. W I lidze zadebiutował 29 lipca 2017 w meczu przeciwko Zagłębiu Sosnowiec (0:1). Zdążył rozegrać jeszcze tylko dwa mecze i właśnie w drugim z nich – w meczu ze Stalą Mielec, w pierwszej połowie doznał kontuzji śródstopia – złamania trzech kości lewej stopy. Wypadł ze składu niemal na resztę rundy jesiennej – wrócił na dwa ostatnie mecze pod koniec listopada i zakończył pobyt w Grudziądzu.

### Warta Poznań
Po odejściu z Olimpii Grudziądz wrócił do rodzinnego Poznania i zdecydował się na podpisanie 28 lutego 2018 kontraktu z występującą w II lidze Wartą Poznań. Zadebiutował już niecały miesiąc później – 24 marca 2018 w meczu II ligi przeciwko Gryfowi Wejherowo (0:1). Pierwszą bramkę zdobył 14 kwietnia 2018 w meczu ligowym przeciwko GKS-owi 1962 Jastrzębie (0:2). Początkowo był zawodnikiem podstawowego składu, z czasem grał coraz mniej.
W sezonie 2017/18 jego zespół zajął trzecie miejsce w tabeli i awansował do wyższej ligi. W I lidze zadebiutował 27 lipca 2018 w meczu przeciwko Garbarni Kraków (1:1). Początkowo pełnił rolę „żelaznego rezerwowego”, we wrześniu wskoczył jednak do pierwszego składu i miejsca w nim już nie oddał. Zaowocowało to pierwszą bramką w lidze, zdobytą 6 października 2018 w meczu przeciwko Chojniczance Chojnice (1:1). Występy w Warcie w sezonie 2018/19 zakończył z pięcioma bramkami i dwiema asystami.
Kolejny sezon w Warcie należał do najbardziej udanych – Janicki wystąpił w 33 meczach, strzelił 8 bramek i popisał się 8 asystami. Także dzięki jego postawie Warta znalazła się w barażach o grę w Ekstraklasie.
31 lipca 2020 wystąpił w finale baraży o grę w Ekstraklasie przeciwko Radomiakowi Radom (2:0) i awansował do najwyższej ligi. W Ekstraklasie zadebiutował 23 sierpnia 2020 w meczu przeciwko Lechii Gdańsk (0:1). Na pierwszą (i jedyną jak dotąd) bramkę w Ekstraklasie musiał trochę poczekać – zdobył ją 17 grudnia 2020 w meczu przeciwko Śląskowi Wrocław (2:1). Gra w najwyższej lidze okazała się dla Janickiego wyzwaniem – początkowo zawodnik podstawowego składu, stał się rezerwowym wchodzącym na końcówki spotkań, aż wreszcie – od marca 2021 – przestał wchodzić na boisko nawet z ławki. Jedyny swój sezon w Ekstraklasie zakończył z 19. występami, jedną bramką i jedną asystą, a Warta nie zdecydowała się na przedłużenie wygasającego kontraktu zawodnika.

### Sandecja Nowy Sącz
23 lipca 2021 roku Janicki został piłkarzem występującej w I lidze Sandecji Nowy Sącz – klub pozyskał go z wolnego transferu, a umowa podpisana została na rok, z możliwością przedłużenia. W sezonie 2021/22 wystąpił w 21 meczach Fortuna I ligi i jednym w Pucharze Polski, bez gola i asysty, wiosną 2022 najczęściej pomijany w wyborze składu. Po zakończeniu sezonu Sandecja nie zdecydowała się na zaoferowanie Janickiemu kontraktu.

### Chojniczanka
3 czerwca 2022 roku dołączył do drużyny Chojniczanki Chojnice, beniaminka Fortuna I ligi, z którą podpisał dwuletni kontrakt. Nie wywalczył sobie miejsca w podstawowym składzie Chojniczanki w rundzie jesiennej sezonu 2022/23 – na 18 rozegranych przez drużynę meczów tylko raz wyszedł na boisko w podstawowym składzie, 9 razy został wprowadzony z ławki rezerwowych. Zaliczył łącznie jedną asystę w meczu z Sandecją, strzelił jedną bramkę w meczu z Odrą Opole. Przygoda Janickiego z Chojniczanką zakończyła się już po pół roku, gdy w grudniu 2022 klub dał zawodnikowi wolną rękę w poszukiwaniu nowego pracodawcy. Ostatecznie Chojniczanka rozwiązała kontrakt z Janickim za porozumieniem stron pod koniec stycznia 2023 roku.

### Wisła Puławy
Już kilka dni po rozwiązaniu kontraktu z Chojniczanką Janicki podpisał umowę z nowym klubem. Została nim Wisła Puławy, występująca w II lidze. Kontrakt został zawarty do końca sezonu 2023/24.
W sezonie 2023/2024 II ligi, Janicki był w kadrze meczowej w 33 meczach: 15 razy wychodził na boisko w podstawowym składzie, 14 razy wchodził jako rezerwowy. Zaledwie w trzech z nich rozegrał pełne 90 minut. Strzelił w trakcie sezonu 2 bramki i nie zanotował żadnej asysty. Po zakończeniu sezonu jego kontrakt z Wisłą Puławy wygasł i nie został przedłużony.
Obecnie zawodnik pozostaje bez klubu.

## Kariera reprezentacyjna

### Polska U-19
W 2015 roku otrzymał powołanie do reprezentacji Polski U-19. Zadebiutował 11 listopada 2015 w meczu eliminacji do Mistrzostw Europy U-19 2016 przeciwko reprezentacji Bułgarii U-19 (0:1). Pierwszą bramkę zdobył 16 listopada 2015 w meczu eliminacji do Mistrzostw Europy U-19 2016 przeciwko reprezentacji Luksemburga U-19 (2:2).

### Polska U-20
W 2016 roku otrzymał powołanie do reprezentacji Polski U-20. Zadebiutował 1 września 2016 w meczu U20 Elite League przeciwko reprezentacji Szwajcarii U-20 (2:2).

## Statystyki

### Klubowe
(aktualne na dzień 11 lutego 2021)
| Klub                          | Sezon              | Liga                 | Liga  | Liga   | Puchar kraju | Puchar kraju | Inne  | Inne   | Suma  | Suma   |
| Klub                          | Sezon              | Liga                 | Mecze | Bramki | Mecze        | Bramki       | Mecze | Bramki | Mecze | Bramki |
| ----------------------------- | ------------------ | -------------------- | ----- | ------ | ------------ | ------------ | ----- | ------ | ----- | ------ |
| Lech II Poznań                | 2014/15            | III liga             | 1     | 0      | 0            | 0            | –     | –      | 1     | 0      |
| Lech II Poznań                | Ogólnie            | Ogólnie              | 1     | 0      | 0            | 0            | 0     | 0      | 1     | 0      |
| TSG 1899 Hoffenheim II (wyp.) | 2016/17            | Fußball-Regionalliga | 1     | 0      | 0            | 0            | –     | –      | 1     | 0      |
| TSG 1899 Hoffenheim II (wyp.) | Ogólnie            | Ogólnie              | 1     | 0      | 0            | 0            | 0     | 0      | 1     | 0      |
| Pogoń Siedlce (wyp.)          | 2016/17            | I liga               | 8     | 0      | 0            | 0            | –     | –      | 8     | 0      |
| Pogoń Siedlce (wyp.)          | Ogólnie            | Ogólnie              | 8     | 0      | 0            | 0            | 0     | 0      | 8     | 0      |
| Olimpia Grudziądz             | 2017/18            | I liga               | 5     | 0      | 1            | 2            | –     | –      | 6     | 2      |
| Olimpia Grudziądz             | Ogólnie            | Ogólnie              | 5     | 0      | 1            | 2            | 0     | 0      | 6     | 2      |
| Warta Poznań                  | 2017/18            | II liga              | 12    | 1      | 0            | 0            | –     | –      | 12    | 1      |
| Warta Poznań                  | 2018/19            | I liga               | 30    | 5      | 1            | 0            | –     | –      | 31    | 5      |
| Warta Poznań                  | 2019/20            | I liga               | 33    | 8      | 0            | 0            | 2     | 0      | 35    | 8      |
| Warta Poznań                  | 2020/21            | Ekstraklasa          | 12    | 1      | 3            | 0            | –     | –      | 15    | 1      |
| Warta Poznań                  | Ogólnie            | Ogólnie              | 87    | 15     | 4            | 0            | 2     | 0      | 93    | 15     |
| Ogólnie w karierze            | Ogólnie w karierze | Ogólnie w karierze   | 102   | 15     | 5            | 2            | 2     | 0      | 109   | 17     |

### Reprezentacyjne
| Reprezentacja | Rok     | Mecze | Bramki |
| ------------- | ------- | ----- | ------ |
| Polska U-19   |         |       |        |
| 2015          | 2       | 1     |        |
| 2016          | 6       | 0     |        |
| Ogólnie       | Ogólnie | 8     | 1      |
| Polska U-20   |         |       |        |
| 2016          | 5       | 0     |        |
| 2017          | 3       | 0     |        |
| Ogólnie       | Ogólnie | 8     | 0      |

| Mecze i gole w reprezentacji | Mecze i gole w reprezentacji | Mecze i gole w reprezentacji | Mecze i gole w reprezentacji | Mecze i gole w reprezentacji | Mecze i gole w reprezentacji | Mecze i gole w reprezentacji | Mecze i gole w reprezentacji |
| Polska U-19                  | Polska U-19                  | Polska U-19                  | Polska U-19                  | Polska U-19                  | Polska U-19                  | Polska U-19                  | Polska U-19                  |
| Lp.                          | Data                         | Miejsce                      | Gospodarz                    | Gość                         | Wynik                        | Gol                          | Rozgrywki                    |
| ---------------------------- | ---------------------------- | ---------------------------- | ---------------------------- | ---------------------------- | ---------------------------- | ---------------------------- | ---------------------------- |
| 1.                           | 11.11.2015                   | Pafos                        | Bułgaria U-19                | Polska U-19                  | 0:1                          |                              | el. ME U-19 2016             |
| 2.                           | 16.11.2015                   | Pafos                        | Luksemburg U-19              | Polska U-19                  | 2:2                          | Gol                          | el. ME U-19 2016             |
| 3.                           | 11.02.2016                   | La Manga                     | Polska U-19                  | Portugalia U-19              | 2:2                          |                              | Mecz towarzyski              |
| 4.                           | 13.02.2016                   | La Manga                     | Polska U-19                  | Norwegia U-19                | 3:2                          |                              | Mecz towarzyski              |
| 5.                           | 15.02.2016                   | La Manga                     | Polska U-19                  | Słowacja U-19                | 0:1                          |                              | Mecz towarzyski              |
| 6.                           | 24.03.2016                   | Uden                         | Polska U-19                  | Irlandia Północna U-19       | 2:1                          |                              | el. ME U-19 2016             |
| 7.                           | 26.03.2016                   | Groesbeek                    | Ukraina U-19                 | Polska U-19                  | 0:0                          |                              | el. ME U-19 2016             |
| 8.                           | 29.03.2016                   | Groesbeek                    | Polska U-19                  | Holandia U-19                | 0:0                          |                              | el. ME U-19 2016             |
| Polska U-20                  |                              |                              |                              |                              |                              |                              |                              |
| Lp.                          | Data                         | Miejsce                      | Gospodarz                    | Gość                         | Wynik                        | Gol                          | Rozgrywki                    |
| 1.                           | 01.09.2016                   | Montreux                     | Szwajcaria U-20              | Polska U-20                  | 2:2                          |                              | U20 Elite League             |
| 2.                           | 06.09.2016                   | Świnoujście                  | Polska U-20                  | Niemcy U-20                  | 3:0                          |                              | U20 Elite League             |
| 3.                           | 06.10.2016                   | Gorgonzola                   | Włochy U-20                  | Polska U-20                  | 3:0                          |                              | U20 Elite League             |
| 4.                           | 10.11.2016                   | Polkowice                    | Polska U-20                  | Szwajcaria U-20              | 2:0                          |                              | U20 Elite League             |
| 5.                           | 14.11.2016                   | Zwickau                      | Niemcy U-20                  | Polska U-20                  | 4:0                          |                              | U20 Elite League             |
| 6.                           | 23.03.2017                   | Piła                         | Polska U-20                  | Włochy U-20                  | 3:1                          |                              | U20 Elite League             |
| 7.                           | 27.03.2017                   | Włocławek                    | Polska U-20                  | Grecja U-20                  | 2:1                          |                              | Mecz towarzyski              |
| 8.                           | 09.06.2017                   | Kraków                       | Polska U-20                  | Węgry U-20                   | 0:1                          |                              | Mecz towarzyski              |